# Yassine El Kharroubi
Yassine El Kharroubi (Dreux, 29 de março de 1990) é um futebolista profissional marroquino que atua como goleiro.

## Carreira
Yassine El Kharroubi fez parte do elenco da Seleção Marroquina de Futebol na Campeonato Africano das Nações de 2017.